# Narcis Mihăilă
Narcis Ștefan Mihăilă (n. 4 august 1987, Reșița, Caraș-Severin, România) este un atlet român specializat în marș.

## Carieră
În iunie 2016 reșițeanul, având dublă legitimare CSM Reșița și CS Universitatea Reșița, a realizat la Campionatului Mondial de Marș pe echipe de la Roma baremul pentru Jocurile Olimpice de vară din 2016 în proba de 50 km marș, calificându-se în premieră la o competiție de această anvergură. La Rio de Janeiro s-a clasat pe locul 31 cu timpul de 4:02:46, stabilind un nou record personal.
La Campionatul Mondial din 2019 de la Doha sportivul a ocupat locul 10. În anul 2022 s-a clasat la Campionatul European de la München pe locul 16 în proba de 35 km marș. Anul următor a doborât recordul național la 35 km marș cu timpul de 2:37:23.

## Realizări
| An   | Competiție                            | Locație                  | Loc | Eveniment  | Note    |
| ---- | ------------------------------------- | ------------------------ | --- | ---------- | ------- |
| 2016 | Campionatul Mondial de Marș pe echipe | Roma, Italia             | 20  | 50 km marș | 4:03:42 |
| 2016 | Jocurile Olimpice                     | Rio de Janeiro, Brazilia | 31  | 50 km marș | 4:02:46 |
| 2017 | Cupa Europeană de marș                | Poděbrady, Cehia         | -   | 20 km marș | NT      |
| 2017 | Campionatul Mondial                   | Londra, Marea Britanie   | 31  | 50 km marș | 4:02:27 |
| 2018 | Campionatul European                  | Berlin, Germania         | –   | 50 km marș | NT      |
| 2019 | Cupa Europeană de marș                | Alytus, Lituania         | 16  | 50 km marș | 3:58:17 |
| 2019 | Campionatul Mondial                   | Doha, Qatar              | 10  | 50 km marș | 4:13:56 |
| 2021 | Cupa Europeană de marș                | Poděbrady, Cehia         | –   | 50 km marș | NT      |
| 2022 | Campionatul Mondial de Marș pe echipe | Muscat, Oman             | 42  | 35 km marș | 3:01:17 |
| 2022 | Campionatul European                  | München, Germania        | 16  | 35 km marș | 2:45:03 |
| 2023 | Campionatul Mondial                   | Budapesta, Ungaria       | –   | 35 km marș | NT      |

## Recorduri personale
| Probă      | Performanță | Dată          | Locație   |
| ---------- | ----------- | ------------- | --------- |
| 20 km marș | 1:26:23     | 5 martie 2023 | Timișoara |
| 35 km marș | 2:37:23 RN  | 21 mai 2023   | Poděbrady |
| 50 km marș | 3:58:17     | 19 mai 2019   | Alytus    |

## Legături externe
- Narcis Mihăilă la Comitetul Olimpic și Sportiv Român (arhivat)
- en Narcis Mihăilă la World Athletics
- en Narcis Mihăilă la Olympedia.org